# Apanteles vindicius
Apanteles vindicius är en stekelart som beskrevs av Nixon 1965. Apanteles vindicius ingår i släktet Apanteles och familjen bracksteklar. Inga underarter finns listade i Catalogue of Life.